# Pretty Boy Floyd (gruppo musicale)
I Pretty Boy Floyd sono una band hair metal formata a Hollywood, Los Angeles, California nel 1987.
Sono maggiormente conosciuti per il loro primo album "Leather Boyz with Electric Toyz" (1989), e per i singoli da esso estratti, Rock and Roll (Is Gonna Set the Night on Fire) e I Wanna Be With You.
La band si sciolse nel 1991, ma si riformarono nel 1995 con alcuni cambi di formazione.

## Storia
La band nacque per volontà del chitarrista statunitense Aeriel Stiles dopo lo scioglimento della band Doll, che prendeva il nome dal leader e cantante dell'epoca, Kery Doll. Stiles intendeva creare una band che musicalmente fosse simile ai Doll (con i quali aveva pubblicato solo un demo, Slaves of Fashion). La formazione originale dei Pretty Boy Floyd (ancora senza questo nome a quel tempo) era composta da Aeriel Stiles, da Steve Summers (contattato tramite un annuncio su una rivista musicale dell'epoca), dal bassista Vinnie Chas e dal batterista Kari Kane. Registrarono alcune demo, materiale scritto da Aeriel Stiles e in alcuni casi già comparso nel demo dei Doll già citato (Leather Boyz with Elctric Toyz, Shock the world e Wild Angels) insieme a molte altre nuove composizioni dello stesso Stiles, ma nessun album.
Adottarono il nome di "Pretty Boy Floyd" nel 1987. Presto il chitarrista Aeriel Stiles, convinto che la band non avesse alcun futuro musicale, decise di abbandonare il gruppo e venne sostituito dal newyorkese Kristy Majors (anch'esso contattato tramite un annuncio su una rivista musicale). Il nome "Pretty Boy Floyd" venne suggerito al gruppo dal produttore Kim Fowley che all'epoca collaborava con la band.
La nuova line-up del gruppo vedeva quindi nel 1988 Summers, Majors, Chas e Kane. Dopo solo otto esibizioni, vennero messi sotto contratto dall'etichetta MCA Records. Nel 1989 pubblicarono il loro primo album Leather Boyz with Electric Toyz, che fu realizzato dal produttore dei Motörhead Howard Benson. La maggior parte del materiale presente era scritto dall'ex chitarrista Ariel Stiles, anche se il gruppo non aveva alcun accordo con Stiles per registrare le sue canzoni. Nacque così un'accesa disputa con Stiles sulla paternità delle canzoni che terminò con un accordo extra-giudiziario che prevedeva l'inserimento del nome del compositore su tutti i brani pre-registrati con la band (Leather Boyz with Electric Toyz non presenta alcun credit per le canzoni contenute nell'album). Il brano Rock and Roll (Is Gonna Set the Night on Fire), primo singolo della band, venne invece scritto da Kristy Majors. L'album inoltre conteneva la reinterpretazione dei Mötley Crüe "Toast Of The Town".
Dall'album vennero estratti due singoli di cui poi verranno realizzati i video; "Rock and Roll (Is Gonna Set the Night on Fire)" e "I Wanna Be With You" (l'unico singolo che presenta sul vinile il nome di Stiles come autore della canzone), video che all'epoca vennero trasmessi sul canale di MTV.
Il gruppo riuscì a raggiungere il successo anche in Europa, guadagnandosi una copertina sul giornale dedicato all'heavy metal Kerrang!, il 16 dicembre 1989.
I Pretty Boy Floyd vennero coinvolti in alcuni problemi legali con l'omonima band Pretty Boy Floyd canadese. Questi pubblicarono l'album di debutto Bullets and Lipstick lo stesso anno, ma la band statunitense si accordò con i canadesi per avere l'esclusiva sul nome del gruppo e questi ultimi cambiarono il nome della band in "Tommi Floyd" (il nome del loro leader).
Nei primi mesi del 1990 i Pretty Boy Floyd vennero ingaggiati in un tour nel Regno Unito di supporto ai The Quireboys, ma l'incarico venne sospeso quando uscì il loro secondo singolo "I Wanna Be With You".
Alcuni loro brani vennero inclusi nella colonna sonora di due film: il brano "48 Hours" venne incluso nel film Karate Kid III - La sfida finale nel 1989, mentre due anni dopo il brano inedito "Slam Dunk" comparve nella colonna sonora del film "Switch" di Ellen Barkin.
Nel 1991 fu l'inizio del declino dell'heavy metal, a favore della nuova corrente grunge. Come molti altri gruppi della scena, anche i Boy Floyd vennero abbandonati dalla loro etichetta. Senza contratto con una major il gruppo vede l'abbandono del chitarrista Kristy Majors. Nello stesso periodo, risanati momentaneamente i rapporti fra l'ex chitarrista Aeriel Stiles e la band, quest'ultimo decide di rientrare nel gruppo. I Pretty Boy Floyd nella formazione Summers, Stiles, Chas e Kane continuano a registrare demotapes e a suonare assieme fino al 1994, anno in cui Stiles decide di abbandonare definitivamente la band e questa opta per uno scioglimento.

### Dopo lo scioglimento
Dopo lo scioglimento, Steve Summers iniziò a gestire un nightclub con suo fratello. Kristy Majors formò una band di breve durata con il futuro batterista dei Beautiful Creatures Anthony Focx. Vinnie Chas raggiunse il chitarrista Ariel Styles nella band "Rattlin' Bones", pubblicarono poi un album omonimo influenzato dall'heavy metal di gruppi come Led Zeppelin e Black Sabbath. Mentre la carriera musicale di Kari Kane rimase ignota.

### Reunion
La band si riunì nel tardo 1995, composta da Keri Kelli (futuro chitarrista di Alice Cooper), Keff Ratcliffe (ex bassista degli L.A. Guns), Kari Kane, Kristy Majors e Steve Summers.
Nel 1998 pubblicano l'EP "A Tale of Sex, Designer Drugs, and the Death of Rock N Roll" per la Perris Records. La band non ottenne un successo rilevante, come probabilmente sarebbe accaduto negli anni ottanta, perciò continuarono la loro carriera nell'underground. L'anno seguente pubblicano il loro secondo album intitolato Porn Stars per la Cleopatra Records. L'album conteneva cinque tracce ri-registrate, già contenute nel primo album, e otto nuove tracce, inclusa la reinterpretazione di Alice Cooper "Department of Youth".

### Anni 2000
Dagli anni 2000 la formazione dei Pretty Boy Floyd viene leggermente variata: subentrò il bassista Lesli Sanders e il batterista Dish che raggiunsero Majors e Summer nel 2001 per il live album Live At The Pretty Ugly Club. Il cantante Steve "Sex" Summers rimase infine l'unico membro originale all'uscita dell'album Size Really Does Matter nel 2003. Questo fu inoltre il primo lavoro realizzato senza il chitarrista Kristy Majors, che fu sostituito da T'Chad nel marzo 2002.
Attorno a questo periodo, diverso materiale venne pubblicato per la Perris Records, come alcune raccolte di vecchie demo. Questo quindi includeva gli album The Vault, The Vault II e Tonight Belongs to the Young che conteneva demo risalenti alla prima formazione. Le tracce dell'album "Tonight Belongs to the Young" avrebbero dovuto comporre l'eventuale secondo album per la MCA Records nei primi anni novanta, ma le registrazione vennero accantonate dopo che l'etichetta li scaricò.
Dal 2001 Kristy Majors iniziò la sua carriera solista, realizzando "Devil in Me" e "Goodbye Rock-N-Roller", oltre ad un intero cover album dei Ramones intitolato For Those About to Sniff Some Glue...We Salute You. Lo stile di quest'album ondeggia tra il punk rock e l'hard rock.
Nel 2003 venne ristampato anche Leather Boyz with Electric Toyz per la Perris Records, con l'aggiunta di 5 tracce bonus tra cui la reinterpretazione dei Ramones I Just Wanna Have Something to Do (tratta dall'album "For Those About to Sniff Some Glue...We Salute You" di Kristy Majors).
Lesli Sanders e T'Chad lasciarono la band per formare i "Prophets of Addiction" nel 2004. Summers arruolò i "Peppermint Creeps", una sua band parallela ai Pretty Boy Floyd. Negli anni seguenti, altri artisti suonarono con Summers live suonando negli Stati Uniti, Regno Unito e Giappone.

### Tempi recenti
Nel 2006, Kristy "Krash" Majors e Kari Kane tornano a collaborare insieme e incidono nuovi brani e un album. Nel febbraio 2006 suonarono in tour assieme in Giappone.
Nel gennaio 2007 nacquero contrasti tra Major e Summers su internet, che finirono con insulti, e un invito da parte di Major, a sfidarsi in un incontro di Kickboxong.
Summers annunciò sul suo sito che i Pretty Boy Floyd avrebbero realizzato un nuovo singolo il 26 gennaio 2007 al Cat Club. Rivelò anche sul blog di MySpace che stava lavorando con il chitarrista originale Ariel Stiles e il bassista Vinnie Chas per del nuovo materiale per un nuovo album (mai realizzato).
Dopo una reunion con 3/4 della formazione originale (Summers, Majors e Kane) e un tour che tocca anche l'Europa nel 2008, Kari Kane se ne va nuovamente per dedicarsi a tempo pieno ad una sua passione extra-musicale, inizia a lavorare infatti  come truccatore e creatore di effetti speciali per il cinema.
Nel 2009 viene annunciato un tour per celebrare il ventennale dell'uscita del disco "Leather boyz..." che toccherà Europa, stati uniti e giappone. Ad aprile del 2010, una notizia sconvolge i fans del gruppo: lo storico bassista, Vinnie Chas, viene trovato morto nella sua casa. La notizia della morte stava iniziando a circolare e fu Aeriel Stiles, sulla sua pagina Facebook, a darne conferma ufficiale dopo aver contattato i famigliari del bassista e suo amico. Chas è morto improvvisamente dopo un malore nel suo appartamento, ciò che aveva allarmato i suoi colleghi di lavoro fu il fatto che non si fosse fatto sentire per tre giorni di seguito dopo aver comunicato un'assenza di un giorno per malattia: ciò ha portato i famigliari del musicista ad irrompere nel suo appartamento e a fare la tragica scoperta.
Negli ultimi anni il gruppo è sostanzialmente rimasto legato ai soli Steve Summers e Kristy Majors. I rapporti fra i due non son sempre stati dei migliori, soprattutto dopo che Majors, infastidito dalla scelta di Steve Summers di continuare a suonare con altri membri usando il nome del gruppo, decise di impugnare davanti al giudice il controllo del nome "Pretty Boy Floyd" aprendo una causa legale con il cantante (con il quale precedentemente condivideva il controllo del nome al 50%). Summers, inaspettatamente, non dà importanza a questa bega legale e non avendo risposto alla contestazione di Majors, automaticamente per la legge americana perde la causa e Majors è oggi l'unico a controllare l'uso del nome "Pretty Boy Floyd" per il gruppo. Nel 2014 Summers inizia a partecipare ad alcuni festival e organizza un tour come cantante solista con il nome di "Steve Summers, The Voice of Pretty Boy Floyd".
Nel 2015 Majors e Summers sembrano aver appianato le loro divergenze e hanno annunciato alcuni show live (per la prima volta dopo quattro anni) del gruppo Pretty Boy Floyd.

## Lineup

### Attuale
- Steve "Sex" Summers - Voce
- Kristy "Krash" Majors - Chitarra
- Criss 6 - Basso
- vik Foxx- Batteria

### Ex membri
- Aeriel Stiles - Chitarra
- Keri Kelli - Chitarra
- Keff Ratcliffe - Basso
- Chad Stewart - batteria
- Lesli Sanders - Basso
- T'Chad - Chitarra
- Dish - Batteria
- Eddie Electra - Basso
- Kari Kane - Batteria
- Macy Malone - Chitarra
- Vinnie Chas - Basso
- Traci Michaels - Batteria

## Discografia

### Album in studio
- 1989 - Leather Boyz with Electric Toyz
- 1999 - Porn Stars
- 2003 - Size Really Does Matter
- 2017-  Public Enemies

### EP
- 1998 - A Tale of Sex, Designer Drugs, and the Death of Rock N Roll

### Live
- 1998 - Live At The Roxy - Wake Up Bitch
- 2001 - Live At The Pretty Ugly Club

### Raccolte
- 2002 - The Vault
- 2003 - The Vault II
- 2003 - Tonight Belongs to the Young
- 2004 - Dirty Glam
- 2004 - The Greatest Collection - The Ultimate Pretty Boy Floyd

### Singoli
- 1989 - Rock and Roll (Is Gonna Set the Night on Fire)
- 1989 - I Wanna Be With You